# 46720 П'єростроппа
46720 П'єростроппа (46720 Pierostroppa) — астероїд головного поясу, відкритий 13 серпня 1997 року.
Тіссеранів параметр щодо Юпітера — 3,191.